# Читач (филм)
Читач (енгл. The Reader) je америчко-њемачки филм из 2008. у режији Стивена Долдрија. Сценарио је написао Дејвид Хер према истоименом књижевном дјелу Бернарда Шлинка.
Прича прати Михаела Берга, берлинског адвоката који је као тинејџер крајем 1950-их имао љубавну везу са старијом женом, Ханом Шмиц, за коју се осам година касније сазнало да је била чувар у логору Аушвиц. Берг као студент права прати Ханино суђење, али се не усуђује открити њену тајну, која би јој могла помоћи у судском процесу.
Главне звијезде филма се Кејт Винслет и готово анонимни, млади њемачки глумац Давид Крос. Винслетова је за своју улогу добила бројне похвале и награде, укључујући и Оскара за најбољу главну глумицу за 2008.
Филм је посвећен Ентонију Мингели и Сиднију Полаку, продуцентима филма који су преминули прије његове премијере.

## Радња
Радња почиње 1995. у Берлину. Средовечни адвокат Михаел Берг (Рејф Фајнс) присјећа се свог дјетињства 1958. године. Петнаестогодишњи Михаел (Давид Крос) излази из трамваја јер се не осјећа добро те лута улицама. Хана Шмиц (Кејт Винслет), 36-годишња кондуктерка из трамваја, помогне му и одведе га кући. Михаелу је дијагностикован шарлах те мора мировати три мјесеца. Након што се опоравио, посјећује Хану како би јој се захвалио за помоћ. Међутим, она га заведе и они започињу љубавну везу.
У стану у којем живе Михаел Хани чита разна књижевна дјела о којима учи у школи, између осталог Хомерову "Одисеју", Твенове "Пустоловине Хаклбери Фина" и Чехову приповијетку "Дама са псом". Михаел се заљуби у Хану, но она једног дана једноставно нестане без трага.
Радња даље прати Михаела као студента права на универзитету Хајделберг, године 1966. Студенти професора Рола (Бруно Ганц), преживјелог логораша, присуствују суђењу чланицама СС одреда, које су допустиле да 300 јеврејских логорашица изгори у запаљеној цркви, након евакуације Аушвица 1944. Михаел на свој ужас открива да је Хана једна од оптужених. Под утиском тог сазнања, посјећује Аушвиц те нијемо разгледа бараке и плинске коморе.
Кључни свједок тужилаштва на суђењу је Илана Матер (Александра Марија Лара), ауторка књиге у којој је описала како су она и њена мајка преживјеле логор. Након њеног доказа, Хана признаје да је као стражар у логору вршила одабир којих ће десет жена умријети тај мјесец. Такође се сазна да је Хана захтијевала од неких логорашица да јој читају. Након што је оптужена да је саставила извјештај о пожару, који тужилаштву служи као крунски доказ о њезиној кривњи, Хана првобитно то побија, а послије признаје да га је саставила. Након читања пресуде, остале су чуварке осуђене на по неколико година, а Хана на доживотни затвор.
Истина је ипак другачија, а то тада схвата и Михаел: Хана је неписмена и радије ће провести живот у затвору, него то признати. Михаел нема храбрости да изнесе чињенице које би спасиле Хану, јер би тиме и њихова веза изашла на видјело. Он се жени колегицом с факултета Мархом (Каролине Херфурт) и с њом има кћер. Након неколико година се разводи, не успјевши са супругом остварити блискост због емотивних рана из прошлости. Након селидбе проналази књиге из периода када је био у вези са Ханом; почиње их снимати на касетофон и слати траке Хани у затвор. На тај начин Хана научи читати и писати и почиње слати писма Мајклу, но он јој не отписује нити је посјећује.
Године 1988. социјална радница посјећује Михаела, како би га замолила да помогне Хани да се снађе у спољашњем свијету, пошто је одслужила своју казну. Михаел нерадо пристаје и посјећује Хану у затвору, но даје јој до знања да не жели имати никакав контакт с њом. Вече прије изласка из затвора Хана се објесила у својој ћелији.
Михаел путује у Њујорк, гдје се среће са Иланом (Лина Олин), којој признаје своју везу са Ханом те чињеницу да је она била неписмена, као и да је у опроштајном писму оставила своју уштеђевину Илани. Илана одбија новац, али предлаже да га Михаел уплати на рачун неке организације за борбу против неписмености.
На крају филма Михаел са ћерком Јулијом посјећује Ханин гроб и Јулији први пут прича своју животну причу.

## Глумци
- Кејт Винслет као Хана Шмиц
- Рејф Фајнс као Михаел Берг
- Давид Крос као млади Михаел Берг
- Александра Марија Лара као млада Илана Матер
- Лина Олин као Илана Матер/Розе Матер
- Бруно Ганц као професор Рол
- Каролин Херфурт као Марта

## Продукција
У априлу 1998. продуцентска кућа Мирамакс је откупила права за екранизацију романа Бернарда Шлинка. У међувремену се Вајнстин кампани одвојио од Мирамакса и 2007. започео припреме за снимање филма. За редитеља је одабран Енглез Стивен Долдри, а за главног глумца Рејф Фајнс. Долдри је иза себе имао хваљене филмове Били Елиот и Часови. За главну 2енску улогу ангажована је Никол Кидман, будући да је Кејт Винслет, због обавеза, одбила понуду. У јануару 2008. Кидманова је напустила пројекат због трудноће, па је Винслетова прихватила поновну понуду.
Филм је сниман на локацијама у Немачкој и Пољској, а последњи кадрови су снимљени 14. јула 2008. у Келну. Немачка влада је у продукцији филма учествовала са 718.752 долара., а у Немачкој је за снимање филма укупно скупљено 4,1 милион долара
У почетку је замишљено да се филм снима на немачком језику, али је Бернард Шлинк инсистирао на енглеском језику како би се нагласила универзалност теме. Редитељ Долдри и сценариста Хер путовали су са Шлинком на мјеста из романа, гледали документарне филмове о послератном раздобљу и читали књиге о женским СС-овим чуварима логора. Сви глумци у филму говоре енглески са немачким нагласком, како би се ускладили са Дејвидом Кросом, који је енглески научио искључиво за потребе филма.
Током снимања, Крис Менгес је заменио Роџера Дикинса као главног сниматеља, а продуцент Скор Рудин напустио је пројекат због сукоба око датума изласка филма, те је избачен из шпице.

### Музика
Аутор музике за филм је млади амерички композитор Нико Мали, који је на већем дијелу музичке подлоге користио клавирску музику употпуњену гудачима, флаутама и обоама. Музика, која је ненаметљива и дискретно прати радњу филма, добила је најбоље рецензије критичара.

## Реакције

### Критике
Винслет је за свој наступ добила многе похвале, иако су неки критичари сматрали да је та улога слабија од оне у Револуционарни пут.

### Зарада
Филм је у америчка биоскопе стигао 10. децембра 2008. и у прва три дана приказивања зарадио 168.051 долар. У светску дистрибуцију кренуо је 30. јануара 2009. те је до 15. марта зарадио 59.558.836 долара широм свијета.

### Кућна издања
Филм се на DVD-у појавио 14. априла, a у Blu-ray формату 28. априла 2009.